# El comptable 2
El comptable 2 (The Accountant 2 en anglès) és una pel·lícula thriller d'acció estatunidenca del 2025 dirigida per Gavin O'Connor i escrita per Bill Dubuque. És la seqüela de The Accountant (2016). Ben Affleck, Jon Bernthal, Cynthia Addai-Robinson i J. K. Simmons reprenen els seus papers de la pel·lícula anterior, amb Daniella Pineda com a nou membre del repartiment. Ha estat subtitulada al català.
El film es va estrenar al South by Southwest Festival el 8 de març de 2025 i es va estrenar als cinemes el 25 d'abril de 2025 per Warner Bros. Pictures. La pel·lícula ha recaptat més de 101 milions de dòlars a tot el món i ha rebut crítiques generalment positives dels crítics, alguns considerant-la una millora respecte a la seva predecessora. S'està desenvolupant una seqüela.

## Repartiment
- Ben Affleck com a Christian Wolff/El Comptable, un comptable autista que blanqueja diners per a alguns dels criminals més perillosos del món
- Jon Bernthal com a Braxton, germà de Christian
- Cynthia Addai-Robinson com a Marybeth Medina, subdirectora del FinCEN del Departament del Tresor
- Daniella Pineda com a Anaïs/Edith Sanchez
- Allison Robertson com a Justine
- Robert Morgan com a Burke
- Grant Harvey com a Cobb
- Andrew Howard com a Batu

## Producció
El juny de 2017 es va anunciar que estava en desenvolupament una seqüela de The Accountant, amb Ben Affleck reprenent el seu paper protagonista i amb Bill Dubuque i Gavin O'Connor retornant com a guionista i director, respectivament. Al febrer de 2020, Affleck va confirmar que el projecte continuava en desenvolupament i que l'estudi considerava adaptar un guió separat que s'estava treballant per convertir-lo en El Comptable 2. L'actor també va expressar interès en la possibilitat de desenvolupar una sèrie televisiva basada en la història.
Al setembre de 2021, O'Connor va confirmar que la seqüela seguia endavant i que existia la possibilitat d'una tercera entrega. Affleck i Jon Bernthal van ser confirmats per tornar a interpretar els papers de Christian Wolff i Brax, respectivament.
Al febrer de 2024, Metro-Goldwyn-Mayer va adquirir els drets de distribució de Warner Bros. Pictures, amb una despesa qualificada estimada de 10 milions de dòlars i incentius fiscals. Tot i aquest canvi, Warner Bros. continuarà participant com a distribuïdor internacional gràcies a un acord preexistent.
El març de 2024 es va anunciar que J.K. Simmons i Cynthia Addai-Robinson també tornarien a les seves respectives interpretacions, i que Daniella Pineda, Allison Robertson, Robert Morgan i Grant Harvey s’incorporaven al repartiment.
El rodatge va començar el 25 de març de 2024 a Califòrnia, amb Seamus McGarvey tornant com a director de fotografia, i va finalitzar el 16 d’agost del mateix any.
La banda sonora ha estat composta per Bryce Dessner, substituint Mark Isham, qui va compondre la música del primer film.